# Medhi Leroy
Pour les articles homonymes, voir Leroy.
Medhi Leroy, né le 18 avril 1978 à Saint-Nazaire, est un footballeur français évoluant au poste de défenseur.

## Biographie

### Formation et débuts à Nantes
Il commence le football à l'Alerte de Méan, en banlieue nazairienne puis rejoint Saint-Brévin en minimes. Repéré par Jean-Claude Baudouin, son entraîneur en sports-études, il intègre alors les 15 ans du FC Nantes. Il y franchit tous les échelons jusqu'à la Division 1, où il débute en août 1996, quelques mois après avoir été finaliste de la Coupe Gambardella et vainqueur de l'Euro des moins de 18 ans avec le trio Anelka-Henry-Trezeguet. Stagiaire à partir de 1996, il signe son premier contrat professionnel en 1997. 
Avec le FC Nantes il remporte la Coupe de France en 1999 et en 2000 et est champion de France en 2001.
En juillet 2001 il est finaliste des Jeux de la francophonie au Canada, avec une équipe de France composée de joueurs de moins de 23 ans et dirigée par Pierre Mankowski.

### L'après-Canaris
Soumis à une forte concurrence à Nantes, il quitte le club en 2001 et poursuit sa carrière professionnelle à Troyes, Amiens puis Laval.
Après avoir signé au Paris FC lors du mercato d'été 2007, Medhi Leroy se blesse le 11 septembre (rupture des ligaments croisés). Il recommence à courir dès janvier 2008, et retourne à la compétition en avril.
Il s'engage alors, pour la saison 2008-2009, au Vannes OC, promu en Ligue 2, mais n'arrive pas à percer en équipe première. À la trêve il n'aura joué que quelques minutes à ce niveau.
Lors d'une interview accordée à But ! Nantes du 7 février 2008, il avait expliqué vouloir passer ses diplômes d'entraîneur à la fin de sa carrière. Le 6 janvier 2009, il rejoint le SO Cholet, qui évolue en division d'honneur (6e division). Cette arrivée s'inscrit, selon le club du Maine-et-Loire, dans une démarche d'encadrement des jeunes talents du club.
Au terme de la saison 2008-2009, Medhi Leroy et le SO Cholet accèdent au CFA2.
Medhi Leroy s'engage avec le FC Andréa-Macairois en 2017, club issu de la fusion de deux clubs de la commune nouvelle de Sèvremoine, près de Cholet.

## Carrière
- Alerte de Méan
- AC Saint-Brévin
- 1992-1993 :  Sports-Études à La Colinière, Nantes
- 1993-1996 :  FC Nantes (Centre de formation)
- 1996-2001 :  FC Nantes (Division 1)
- 2001-2003 :  ES Troyes AC (Ligue 1)
- 2003-2005 :  Amiens SC (Ligue 2)
- 2005-2007 :  Stade lavallois (Ligue 2 puis National)
- 2007-2008 :  Paris FC (National)
- 2008-janvier 2009 :  Vannes OC (Ligue 2)
- janvier 2009-2013 :  SO Cholet[6],[5] (CFA 2)

## Palmarès

### En club
- Champion de France en 2001 avec le FC Nantes
- Vainqueur de la Coupe de France en 1999 et 2000 avec le FC Nantes
- Vainqueur de la Coupe Intertoto en 2001 avec l'ES Troyes AC
- Vainqueur du Trophée des Champions en 1999 avec le FC Nantes
- Champion de Division d'Honneur Atlantique en 2009 avec le Stade olympique choletais
- Finaliste du Trophée des Champions en 2000 avec le FC Nantes
- Finaliste de la Coupe Gambardella en 1996 avec le FC Nantes

### En équipe de France
- Champion d'Europe des moins de 18 ans en 1996 avec les moins de 18 ans
- Finaliste des Jeux de la Francophonie en 2001

### Statistiques
- 63 matchs et 3 buts en Ligue 1
- 89 matchs et 11 buts en Ligue 2
- 43 matchs et 2 buts en National
- 8 matchs en Coupe de l'UEFA
- 9 matchs et 1 but en Coupe Intertoto